# Isle Royale

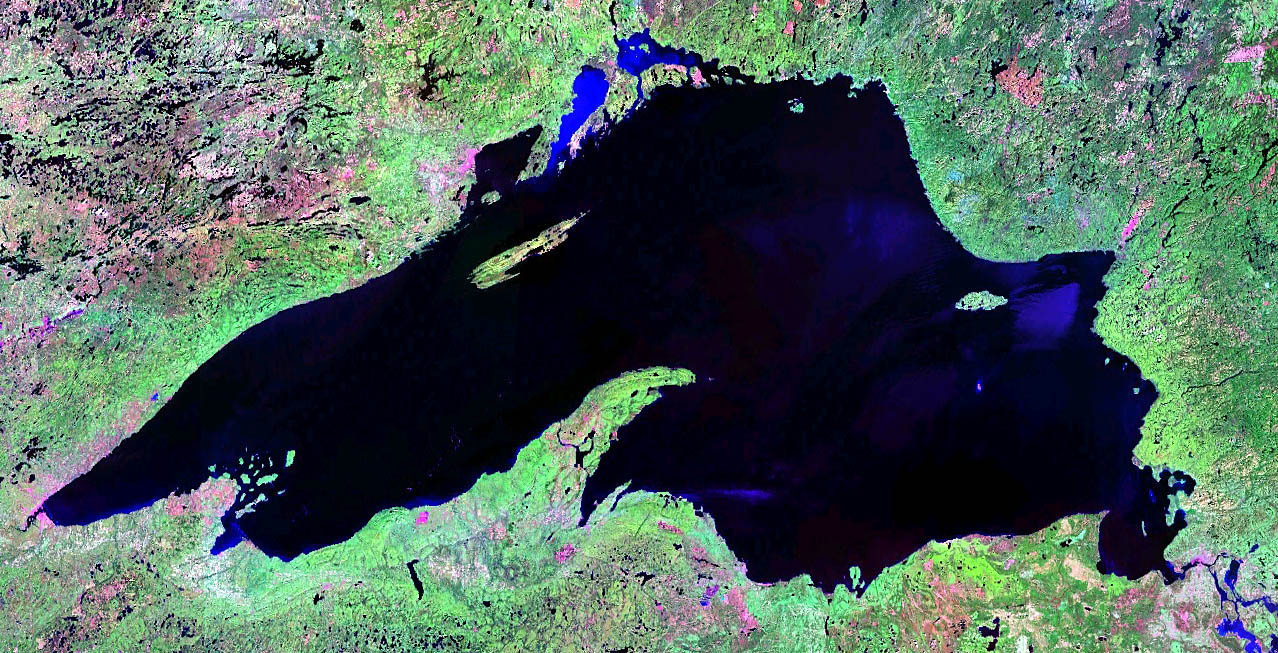
Vue satellite de l'Isle Royale et du lac Supérieur.

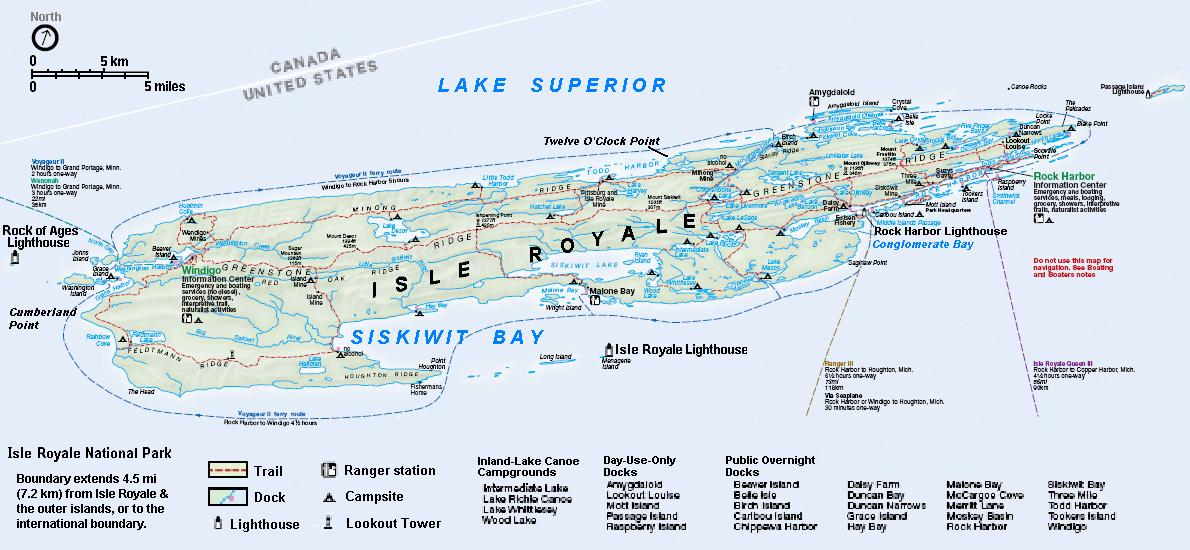
Carte de l'Isle Royale.

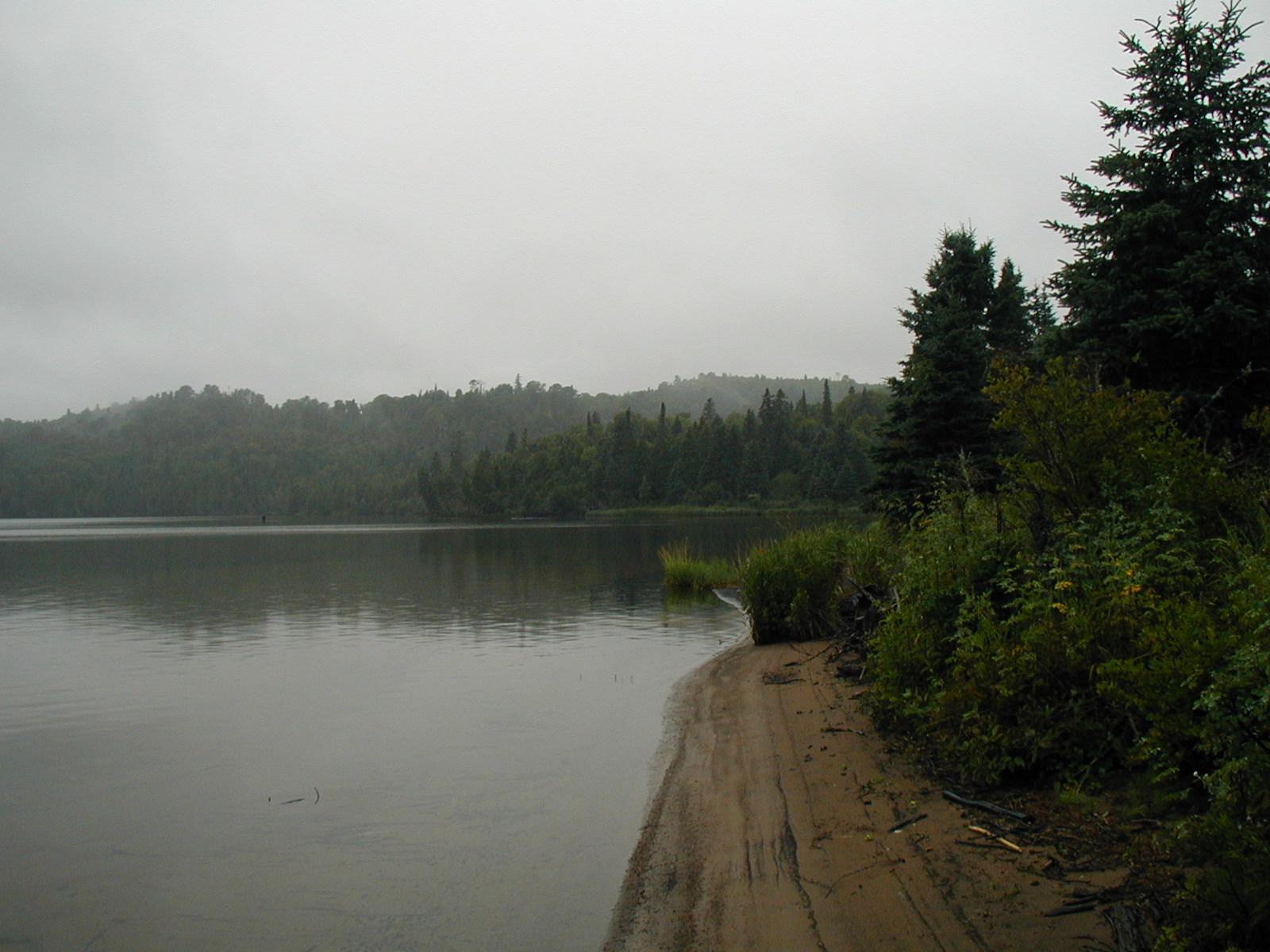
Vue de la côte de l'Isle Royale.

Pour les articles homonymes, voir Île Royale (homonymie).
L'Isle Royale (nom identique en anglais) est une île des Grands Lacs, au nord-ouest du lac Supérieur. Elle mesure 72 kilomètres de long sur 14 kilomètres de large. Sa superficie est de 535 km2. Elle est la seconde plus grande île des Grands Lacs après l'île Manitoulin située sur le lac Huron au Canada.
Il n'y a pas de population résidentielle depuis que l'île, les 450 petites îles et îlots environnants sont devenus le parc national de l'Isle Royale.
Malgré la proximité des côtes canadiennes, l'Isle Royale, située au large de la péninsule de Keweenaw, est rattachée au comté de Keweenaw, de l'État du Michigan aux États-Unis.
Bien avant l'arrivée des Européens sur l'île Royale, les Amérindiens extrayaient du cuivre au moyen de mines. Ils martelaient la roche afin d'obtenir des morceaux de cuivre pur. Les archéologues ont daté les bois de soutènement de plusieurs galeries minières sur certains sites miniers à environ 5700 ans. 
Au XVIIe siècle, les explorateurs français et les coureurs des bois et trappeurs canadiens-français parcouraient cette région de la Nouvelle-France et nommèrent cette grande île « Isle Royale ». 
En 1783, l'Isle Royale est devenue une possession des États-Unis. Elle resta néanmoins un territoire amérindien pour la Nation Ojibwés jusqu'au traité de La Pointe de 1842, qui obligea les Amérindiens à devoir laisser leur territoire en échange de leur placement dans des réserves indiennes.  
L'extraction du cuivre fut industrialisée au cours du XIXe siècle avant de cesser avant le XXe siècle.
Depuis 1940, l'Isle Royale est un parc protégé. L'île est aujourd'hui une Réserve de biosphère tant pour sa flore que pour sa faune. Elle est un lieu de loisirs pour les touristes et les vacanciers.